# Катабан
Катабан (арапски: مملكة قتبان) Енглези га зову Qataban, било је једно од древних племенских јеменских краљевина уз ; Минејско краљевство, Хадрамаут и Сабу. Простирало се у Вади Беихана, пространој долини у средишту Јемена.
Попут других јужнојеменских краљевина и Катабан је свој просперитет базирао на трговини тамјаном и другим скупоценим егзотичним робама које су ишле преко њихова територија. Престолница Катабана Тимна била је успутна станица преко које је ишао каравански пут (западни крак тог пута) и роба из јужног Јемена и Омана. Врховно божанство Катабанаца био је Амм (Ујак), а они су сами себе називали Децом Амма.
Краљевство Катабан је у другој половини 1. миленијума п. н. е. постало најмоћније и најпознатије јеменско краљевство, владар Катабана назван је мукариб, што је била титула која је означавала владара племенског савеза.

## Историја Краљевства Катабан
Корени настанка Краљевине Катабан још увијек су обавијени велом тајне. Пред крај 8. века п. н. е. територију Катабана освојили су Сабејци за владавине краља Џита'амара Ватара I., након тога Катабан је био вазална држава Сабејског краљевства. Убрзо након тога Катабан је подпао под власт другог суседног племенског Краљевства Аусана. Након тога поново су га заузели Сабејци, па је поновно постао њихова вазална држава. Међутим, Катабан је то искористио и заузео суседни Аусан и заједно са њима успео да подвргне цео крај уз обалу Индијског океана под своју власт.
И данас је отворено питање у којој мери је Катабан могао да контролишеи поморску трговину са Африком и Индијом, у сваком случају јужна обала Јемена је чак и непосредно пре потпуне независности Катабана, за Сабејског владара Сумуху'али Џануфа III. била под контролом Сабејаца.
Негде пред крај 4. или почетком 3. века. п. н. е. Катабан се за владавине краља Џада иб Џигала, вероватно у савезништву са суседним Минејским краљевством и Хадрамаутским краљевством успио да се ослободи Сабејске хегемоније.
Од тада су Краљевством Катабан владала племена заступљена у Већу Катабан; Радман, Мадај, Алмалик и Џахир, Краљевство Аусан (као вазална држава) и његови бивши вазали - градови државе; Кахад, Дахас и Тубанај.
Након тог су успели су да заузму Хадрамаутско краљевство, за владавине Џада'иб Дубџан Џухан'има (220.-205. п. н. е.) и да поразе племе Амир. То је био врхунац моћи Краљевства Катабан, они су успели да завладају великим деловима унутрашњости Јемена као и обалном равницом и оно што је најважније, стекли су контролу над Путем тамјана. Од краља Хауфи'амм Џухан'има II. Катабански владари носе титулу пет следећих генерација - Мукариб, а то је титула која је значила нешто више од обичног краља племена, то је била ознака владара племенског савеза.
Главни град земље је била Тимна, које се налазила на западном краку Пута тамјана. Попут других јужно арапских краљевина и Катабан је значајно зависио од трговине тамјаном .
Једно кратко раздобље за време владавине краља Шар Џигал Џухаргиба II. (од 80. п. н. е.) Катабан је чак и повећао своју контролу над Путем Тамјана. Али то није дуго трајало, уз помоћ Сабејаца сви су се побунили против Катабана па је и суседни Химјар неочекивано прогласио независност.
Западни Катабан и нешто касније Минејско краљевство подпали су под власт Сабејског краљевства и Химјара, и тиме је дошао крај велике Краљевине Катабан и њене хегемоније над древним Јеменом. Као резултат губљења контроле над Путем тамјана, моћ краљева Катабана почела је да слаби, тако је владар Шахр Џигал Џухаргиб III. изгубио контролу над средишњим племенима Катабана.
Око 100. године Тимна је изгубила статус престолнице, која је пресељена 15 km јужније у Ду-Гаил.
Краљевина Катабан коначно је пропала око 150. године наше ере кад је владар Хадрамаута Џади аб Гаилан II. заузео и последње делове некада моћне краљевине.

## Краљеви Катабана
| Име                               | Време владавине      |
| --------------------------------- | -------------------- |
| Варав ил                          | око 450. п. н. е.    |
|                                   |                      |
| Шар Џигал I                       |                      |
| Хауфи амм Џухан им I              |                      |
| Џада иб Џигал I                   | од 375. п. н. е.     |
| Џада иб Џануф Џухан им            |                      |
| Хауфи амм Џухан им II             |                      |
| Шар Џигал Џухаргиб                | од 80. п. н. е.      |
| Џада'иб ДубЏан Џухан'им           | од 220-205. п. н. е. |
| Шар Гаилан I                      |                      |
| Шар Хилал I                       |                      |
|                                   |                      |
| Шар Гаилан II                     |                      |
| Џада'иб Дубџан Џухаргиб           |                      |
| Шар Џигал II                      |                      |
| Шар Хилал II                      |                      |
| Шар Хилал III                     |                      |
| Шар Џигал Џухаргиб II             |                      |
| Крај краљевства, Прекид династије |                      |
| Хауфи'амм Џухан'им III            |                      |
| Шар Џигал Џухаргиб III            |                      |
| Варав'ил Гаилан Џухан'им          |                      |
| Фара'кариб II                     |                      |
| Џигал Џухаргиб                    |                      |
| Фара'кариб III                    |                      |
| Шар Хилал Џухакбид                |                      |
| Набат Џухан'им                    | од 140./41. год.     |
| Мартад                            | од 160. год.         |